# Peintres de la réalité
On appelle peintres de la réalité des peintres du XVIIe siècle intéressés par la vie populaire, les natures mortes et les paysages et faisant des tableaux modestes par opposition aux peintres ayant une vision plus grandiloquente célébrant le roi et les puissants.
Cette appellation vient tout d'abord d'un ouvrage de Champfleury intitulé les Peintres de la réalité sous Louis XIII. Les frères Le Nain. Mais, c'est véritablement l'exposition les Peintres de la réalité en France au XVIIe siècle en 1934 qui donne sa popularité à cette appellation. Cette exposition permet alors de découvrir des peintres alors méconnus tels que les frères Le Nain et Georges de La Tour. Cette exposition avait également un enjeu politique dans un contexte de montée de l'extrême-droite et de Front populaire ; à ces deux visions opposées les commissaires de l'exposition présentaient la vision modérée d'un art soucieux de la réalité humaine avec une conception du monde sage et raisonnable. Ce qualificatif de peintre de la réalité connaît par la suite un certain succès qui mène à montrer son imprécision et à son abandon dans l'histoire de l'art, en dehors des ouvrages de vulgarisation.